# Gary Yeo Foo Ee
Gary Yeo Foo Ee (chinesisch 富益 杨; * 30. August 1986 in Singapur) ist ein ehemaliger singapurischer Leichtathlet, der sich auf den Sprint spezialisiert hat.

## Sportliche Laufbahn
Erste internationale Erfahrungen sammelte Gary Yeo Foo Ee im Jahr 2007, als er bei den Asienmeisterschaften in Amman mit der singapurischen 4-mal-100-Meter-Staffel in 41,15 s den siebten Platz belegte. Zwei Jahre später kam er bei den Asienmeisterschaften in Guangzhou im Vorlauf nicht ins Ziel, gewann anschließend aber bei den Südostasienspielen in Vientiane in 39,82 s die Silbermedaille hinter dem Team aus Thailand. 2010 schied er bei den Commonwealth Games in Neu-Delhi im 100-Meter-Lauf mit 10,75 s im Viertelfinale aus und verpasste mit der Staffel mit 40,14 s den Finaleinzug. Anschließend nahm er erstmals an den Asienspielen in Guangzhou teil und scheiterte dort im 200-Meter-Lauf mit 22,29 s in der ersten Runde und kam mit der Staffel in der Vorrunde nichts ins Ziel.
Bei den Leichtathletik-Asienmeisterschaften 2011 in Kōbe belegte er in 40,24 s den siebten Platz in der Staffel und anschließend schied er bei der Sommer-Universiade in Shenzhen mit 21,91 s im Viertelfinale über 200 Meter aus und erreichte mit der Staffel in 40,44 s Rang vier. Daraufhin schied er bei den Weltmeisterschaften in Daegu über 100 Meter mit 10,85 s im Vorlauf aus und gewann bei den Südostasienspielen in Palembang in 10,46 s die Silbermedaille hinter dem Indonesier Franklin Ramses Burumi und auch mit der Staffel gewann er in 39,91 s die Silbermedaille hinter Indonesien. Im Jahr darauf belegte er bei den Hallenasienmeisterschaften in Hangzhou in 6,87 s den vierten Platz im 60-Meter-Lauf und schied anschließend bei den Hallenweltmeisterschaften in Istanbul mit 6,93 s im Halbfinale aus. Dank einer Wildcard nahm er im Sommer an den Olympischen Spielen in London teil und schied dort mit 10,69 s in der Vorrunde aus. 2013 belegte er bei den Südostasienspielen in Naypyidaw in 10,70 s den fünften Platz über 100 Meter und 2014 schied er bei den Commonwealth Games in Glasgow mit 10,82 s in der ersten Runde aus, ehe er bei den Asienspielen in Incheon mit der Staffel nach 39,47 s auf Rang sechs landete. 2015 gewann er bei den Südostasienspielen in Singapur mit neuem Landesrekord von 39,24 s die Silbermedaille hinter dem Team aus Thailand und beendete daraufhin seine aktive sportliche Karriere im Alter von 30 Jahren.

## Persönliche Bestleistungen
- 100 Meter: 10,44 s (+1,1 m/s), 15. Dezember 2012 in Vientiane
  - 60 Meter (Halle): 6,71 s, 18. Februar 2012 in Hangzhou (singapurischer Rekord)
- 200 Meter: 21,64 s, 30. Oktober 2010 in Singapur